# Licia Albanese
Licia Albanese, nacida como Felicia Albanese (Bari, 22 de julio de 1909 - Manhattan, 15 de agosto de 2014), fue una soprano italiana nacionalizada estadounidense.

## Biografía
Debutó en Milán en 1934, como Madama Butterfly, ópera con la que se la asocia y de la que a través de cuatro décadas canto 300 representaciones. Otros roles fueron Mimì, Violetta, Liù, Manon Lescaut, Tosca y Lauretta.
En 1934 canto también en Parma, Bari y Milán obteniendo seguidamente éxitos en toda Europa. 
En 1940 debutó en el Metropolitan Opera permaneciendo con la compañía por espacio de 26 temporadas con un total de 427 funciones en 17 personajes. En 1966 se alejó por problemas contraactuales con el director Rudolf Bing. 
Durante 20 temporadas canto en la Ópera de San Francisco (1941-1961) y otros teatros estadounidenses y europeos. Favorita de Arturo Toscanini, realizó varios registros con el maestro parmesano.
Se nacionalizó estadounidense en 1945. En 1995 fue investida por el presidente Bill Clinton con la Medalla Nacional de las Artes.
Fue la presidenta de la Licia Albanese Puccini Foundation, fundada en 1974 para la asistencia y desarrollo de jóvenes cantantes.

## Discografía de referencia
- Bizet: Carmen / Reiner (Micaela)
- Puccini: La Bohème / Cellini
- Puccini: La Rondine / Bamboschek
- Puccini: Manon Lescaut / Perlea
- Puccini: La Bohème / Toscanini
- Verdi: La Traviata / Toscanini